# Римингтон, Стелла
Стелла Римингтон (англ. Stella Rimington; 13 мая 1935, Лондон — 3 августа 2025) — первая женщина — генеральный директор MI5 (занимала пост с 1992 по 1996 год). В 1993 году стала первым директором MI5, открыто появившимся перед прессой. Позднее писательница. 

## Ранние годы
Стелла Уайтхауз родилась в Южном Лондоне. В 1939 году её семья переехала из Норвуда в Эссекс, опасаясь немецких бомбардировок. Вскоре отец Стеллы устроился ведущим чертёжником на сталелитейный завод в Барроу-ин-Фернесс (Камбрия), и семья снова переехала.
В 1958 году получила степень и продолжила обучение по специальности архивного администратора в Ливерпульском университете, по окончании которого в 1959 году получила должность архивиста в администрации графства Вустер. В 1963 году сочеталась браком с Джоном Римингтоном, переехала в Лондон и получила должность в India Office Library.
В сентябре 1965 года вместе с мужем, который получил должность первого секретаря по экономике в британской верховной комиссии в Индии, перебралась в Нью-Дели.

## Индия и MI5
В 1967 году, после двух лет пребывания в Индии, Стелла Римингтон получила предложение поступить на работу в секретариат верховной комиссии. Согласившись, она узнала, что её начальник является представителем британской службы безопасности MI5 в Индии. Получив допуск, Римингтон проработала на новой должности два года, пока в 1969 году вместе с мужем не вернулась в Лондон. Здесь она решила поступить в MI5 на постоянную работу.
С 1969 по 1990 год Римингтон занимала должности во всех трёх подразделениях службы: контрразведке, противодействия саботажу и контртеррористическом. В 1984 состоялся развод с мужем, обе дочери остались под опекой матери. В 1990 году Римингтом получила повышение до заместителя директора службы. На этом посту она отвечала за переезд MI5 в Темз-хаус. В декабре 1991 года она приезжала в Москву на дружескую встречу с представителями КГБ. По возвращении её назначили генеральным директором MI5.

## Карьера после MI5
Уйдя в отставку в 1996 году, Ремингтон занимала руководящие посты в нескольких коммерческих компаниях, включая Marks & Spencer и BG Group.
В 2001 году были опубликованы её мемуары, озаглавленные Open Secret. В июле 2004 года увидел свет первый роман Римингтон, At Risk, героиней которого стала женщина-агент секретной службы. Вскоре вышли и другие романы: Secret Asset (август 2006), Illegal Action (август 2007), Dead Line (октябрь 2008), Present Danger (сентябрь 2009), Rip Tide (июль 2011), The Geneva Trap (июль 2012) и Close Call (2014). Таким образом, Римингтон продолжила традицию, когда бывшие сотрудники спецслужб рассказывают в художественной форме о своей работе. Ранее, среди прочих, свои книги публиковали Ян Флеминг, Джон Бингем, Тед Олбьюри и Джон Ле Карре.
В 2004 году Римингтон обратилась к прежней профессии архивиста и совершила несколько поездок в английские архивы, изложив своё мнение о стратегии их развития в специальном докладе. В ноябре 2005 года она выступила с критикой введения британских идентификационных карт. Также Римингтон высказывала мнение, что реакция США на теракты 11 сентября была крайне избыточной. В 2009 году она высказала сомнение, что администрация Брауна понимает, что ограничивать свободу людей, пугая их угрозой терроризма, является именно тем, чего добиваются террористы: чтобы люди были запуганы, а государство превратилось в полицейское.
Умерла 3 августа 2025 года в возрасте 90 лет.

## В кино
Послужила прототипом «М» (Джуди Денч) в бондиане в семи сериях, начиная с «Золотой глаз» (1995) и кончая «Спектром» (2015).